# Епархия Порт-Жантиля
 Епархия Порт-Жантиля  (лат. Dioecesis Portus Gentilis) — епархия Римско-Католической церкви с центром в городе Порт-Жантиль, Габон. Епархия Порт-Жантиля входит в митрополию Либревиля. Кафедральным собором епархии Порт-Жантиля является церковь святого Людовика.

## История
7 марта 2003 года Римский папа Иоанн Павел II выпустил буллу «Cum petitum esset», которой учредил епархию Порт-Жантиля, выделив её из архиепархии Либревиля. В этот же день епархия Порт-Жантиля вошла в митрополию Либревиля.

## Ординарии епархии
- епископ Mathieu Madega Lebouankehan (7.03.2003 — 19.01.2013) — назначен епископом Муилы;
  - апостольский администратор Mathieu Madega Lebouakehan (19.01.2013 — 12.01.2016);
- епископ Euzébius Chinekezy Ogbonna Managwu (с 12 января 2016 года).

## Источник
- Annuario Pontificio,  Libreria Editrice Vaticana, Città del Vaticano, 2003, стр. 958, ISBN 88-209-7422-3
- Булла Cum petitum esset  (лат.)